# Christine Poupin
Pour les articles homonymes, voir Poupin.
Christine Poupin, née le 9 septembre 1957 à Cholet, est une personnalité politique française d'extrême gauche. Elle est porte-parole du Nouveau Parti anticapitaliste depuis avril 2011, d'abord avec Myriam Martin, puis porte-parole unique à partir de mars 2012.

## Formation
Christine Poupin est technicienne en informatique dans l'industrie chimique, d'abord chez GPN (elle y est secrétaire du CHSCT) puis depuis juillet 2013 chez Borealis (elle est déléguée du personnel et militante de la CGT).

## Carrière politique

### Débuts
Christine Poupin commence son engagement militant à Nantes au milieu des années 1970, au lycée puis à l’université, dans les grèves générales contre les réformes successives[Lesquelles ?]. Dans ces années, elle rejoint le mouvement des femmes, pour le droit à l’avortement puis contre le viol et les violences conjugales. Elle adhère à la LCR en 1980.
En mars 2008, Christine Poupin est élue conseillère municipale d'opposition à Sotteville-lès-Rouen. Elle démissionne de ce mandat en 2011.
En février 2009, Christine Poupin participe aux côtés d'Olivier Besancenot à la construction du Nouveau Parti anticapitaliste dont ce dernier devient porte-parole.
Ensuite, Christine Poupin s'impose comme tête de liste du Nord-Ouest lors des élections européennes de 2009 : sa liste réunit 5,80 % des voix et n'obtient aucun siège au Parlement européen. L'année suivante, elle est tête de liste de la liste NPA lors de l'élection régionale de 2010 en Haute-Normandie : celle-ci récolte 2,56 % et n'obtient aucun conseiller régional.

### Porte-parole du NPA
Le 4 avril 2011, elle accède avec Myriam Martin au porte-parolat du Nouveau Parti anticapitaliste, en remplacement d'Olivier Besancenot. Ce dernier ayant annoncé en mai 2011 son intention de ne pas se présenter à l'élection présidentielle de 2012, Christine Poupin a fait partie des militantes sollicitées pour représenter le NPA lors de ce scrutin, jusqu'à la désignation de Philippe Poutou.

### État d'urgence en France en 2015
Le 30 novembre 2015, elle est parmi les signataires de l'Appel des 58 : « Nous manifesterons pendant l'état d'urgence »,.

## Résultats électoraux
Les résultats ci-dessous concernent uniquement les élections où elle est tête de liste.

### Élections européennes
| Année | Parti  | Parti | Circonscription | Voix    | %    | Rang | Sièges obtenus |
| ----- | ------ | ----- | --------------- | ------- | ---- | ---- | -------------- |
| 2009  |        | NPA   | Nord-Ouest      | 143 967 | 5,80 | 7e   | 0 / 10         |
| 2014  | 12 426 | NPA   | Nord-Ouest      | 0,46    | 12e  |      | 0 / 10         |

### Élections municipales
| Année | Parti | Parti | Commune              | 1er tour | 1er tour | 1er tour | Sièges obtenus |
| Année | Parti | Parti | Commune              | Voix     | %        | Rang     | Sièges obtenus |
| ----- | ----- | ----- | -------------------- | -------- | -------- | -------- | -------------- |
| 2008  |       | LCR   | Sotteville-lès-Rouen | 1 744    | 14,64    | 3e       | 2 / 35         |

### Élections régionales
| Année | Parti  | Parti | Région          | Premier tour | Premier tour | Premier tour | Sièges obtenus |
| Année | Parti  | Parti | Région          | Voix         | %            | Rang         | Sièges obtenus |
| ----- | ------ | ----- | --------------- | ------------ | ------------ | ------------ | -------------- |
| 2004  |        | NPA   | Haute-Normandie | 40 434       | 5,59         | 5e           | 0 / 55         |
| 2010  | 14 633 | NPA   | Haute-Normandie | 2,56         | 7e           |              | 0 / 55         |